# アッシュ (バンド)
アッシュ (英: Ash) は、北アイルランドのロックバンド。ダウンパトリック出身。1990年代のブリットポップ期にデビュー。ストレートなギターサウンドとポップでキャッチーな曲調が特徴。

## メンバー
- ティム・ウィーラー(Tim Wheeler,1977年1月4日 - )：ボーカル、ギター
- マーク・ハミルトン(Mark Hamilton,1977年3月21日 - )：ベースギター
- リック・マックマーレイ(Rick McMurray,1975年7月11日 - )：ドラムス、パーカッション

### 旧メンバー
- シャーロット・ハザレイ(Charlotte Hatherley,1979年6月20日 -)：ギター、キーボード、バッキングボーカル

2006年に脱退。

## 来歴

### デビュー〜『1977』期
1992年、15歳のティムとマークは、通っていた学校の2年年上で、当時から音楽狂の変人として周囲からみられていたというリックを誘い3人でアッシュを結成。バンド名は、辞書の中から自分たちが気に入った最初の単語から名づけられた。
当初は地元でのライブ活動しか行っていなかったが、ほどなくして英国内に吹き出したブリットポップブームの風に乗り、エラスティカの前座に抜擢されてツアーをこなすようになった。しかしこのころのメンバーはまだ高校生活と並行して活動をおこなっていたため、直後のグリーン・デイからの前座依頼を、「試験があるから」との理由で断っている。この時期、ミニ・アルバム『トレイラー』をリリースし本格的にデビューする。
シングル「カンフー」(全英57位)がスマッシュ・ヒットした1995年から彼らは「恐るべき子供たち」として脚光を浴びるようになる。この年にワールド・ツアーの一環で初来日を果たすも、やんちゃが過ぎて宿泊したホテルの一室を破壊してしまうという事件を起こす（このことは本国でも話題となった）。
そしてブリットポップブームの絶頂期にあった1996年、メジャー・デビュー作となるファースト・アルバム『1977』をリリース。「ガール・フロム・マーズ」(全英11位)に代表される若々しく躍動感に満ちたこのアルバムは全英チャートで1位に輝き、「ゴールドフィンガー」(全英5位)、「オー・イエー」(全英6位)などのシングルヒットも加わって瞬く間にプラチナム・セールスを記録。10代のバンドとして破格の成功を収めることとなった。

### 『ニュー・クリアー・サウンズ』期

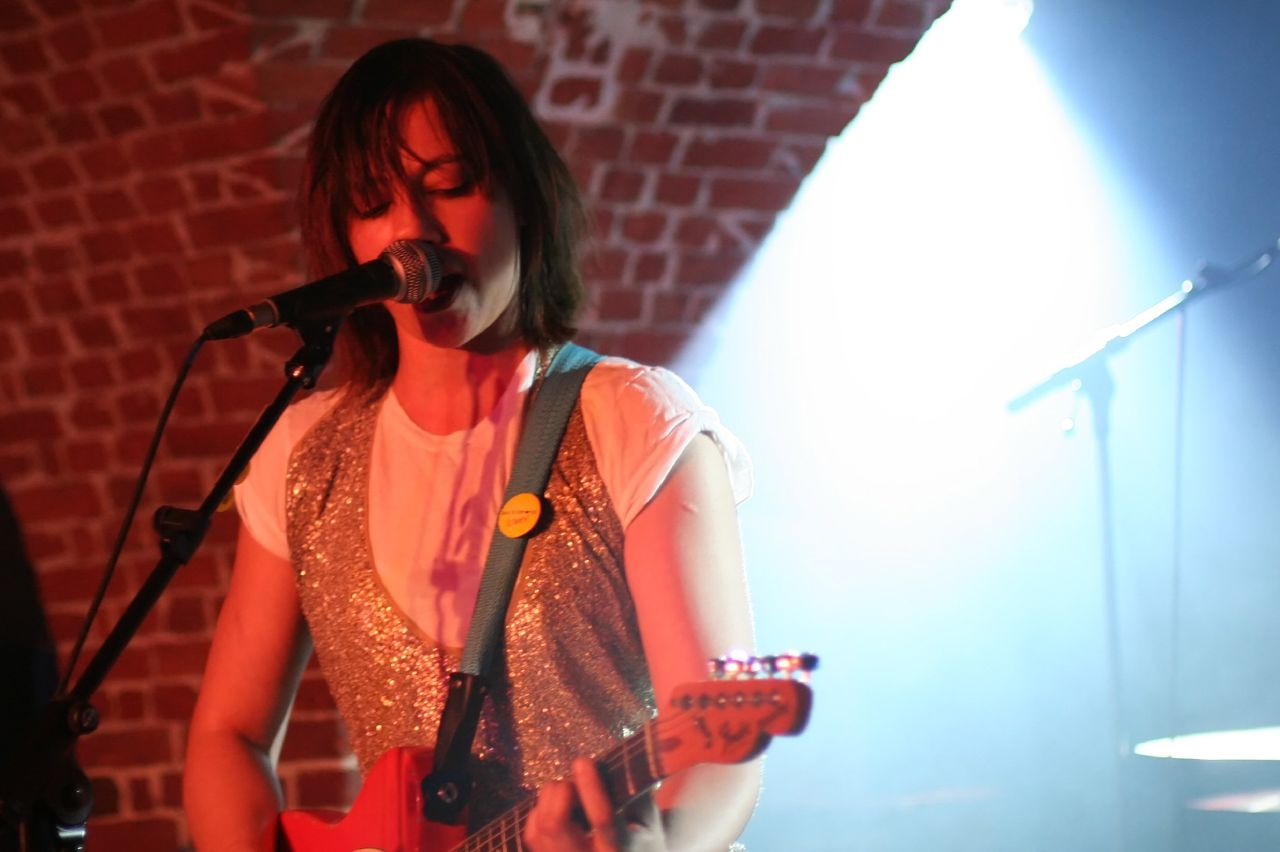
シャーロット・ハザレイ

翌年、メンバー募集のオーディションを経て、ギターのシャーロット・ハザレイが加入。ツインギター編成となったバンドは、映画「普通じゃない」の主題歌「ライフ・レス・オーディナリー」(全英10位)を手掛けると、さっそく新作のレコーディングに着手。シングル「ワイルドサーフ」(全英31位)など、一部のソングライティングにシャーロットが参加しつつライブ活動の合間を縫って製作は進められた。
1998年、難産の末にセカンド・アルバム『ニュー・クリアー・サウンズ』を発表。ブームの狂騒が10代のバンドに与えた重圧は大きく、その結果、陰鬱なテーマを持って完成したこのアルバムは前作に比べ興行的に振るわず、苦戦を強いられることになった(ティム自身「やはり他のアルバムに比べればいい曲は少ないかな」と語っている)。
ブリットポップブームが終息し、レディオヘッド、トラヴィスなどの内省的音楽やプロディジー等のダンス・ミュージックの台頭という潮流の変化のなかで、バンドは一時脆弱な状態に陥る(『ニュー・クリアー・サウンズ』が前作よりも成功した唯一の国が日本であったこともあり、この時期の支えは日本ツアーの思い出であると彼らは述懐している)。

### 『フリー・オール・エンジェルズ』期
勢いを失っていた彼らだが、半年間の休養を経て、基本にたち帰った楽曲作りに集中するようになる。バンドはスペインに一軒家を借り切り、そこで、ティムが書き溜めていた50曲以上の原案を正直で誠実なポップ・メロディへと結実させるべく力を注いでいった。
そうして2001年、サード・アルバム『フリー・オール・エンジェルズ』を完成させる。この作品は同じ週にリリースされたジャネット・ジャクソンのアルバムを押さえ、見事、チャート1位を獲得し、英国内だけで100万枚以上、全世界で300万枚のセールスを記録。「シャイニング・ライト」(全英8位)、「バーン・ベイビー・バーン」(全英13位)など5枚ものシングルカットを生んだこのプラチナ・アルバムによってバンドは劇的な復活を遂げたのであった。さらに同作品は同じ年のベスト・アイリッシュ・アルバムにも選ばれるなど、アッシュに最大の成功をもたらすこととなった。

### 『メルトダウン』期
トップ・バンドとして返り咲いた勢いそのままに2004年、4枚目のオリジナル・アルバム『メルトダウン』をリリース。メンバーが作りたかったというヘビィな骨太ロックを標榜し、かつアメリカでの成功を視野にニルヴァーナが『ネヴァーマインド』をレコーディングしたLAのスタジオにて製作された本作は、全編を通して シャーロットのバックコーラスを全面に押し出し、かつメタル的な要素を得意の「ポップさ」で咀嚼した、これまでで一番勢いのあるエネルギッシュな仕上がりをみせた。ライブアンセム「オルフェウス」(全英13位)に示されるように、ライブパフォーマンスの熱気をパッケージした乾坤一擲のこの野心作は、前作の爆発的ヒットにこそ及ばなかったものの全英5位にチャートインし、ゴールド・ディスクを獲得する成績を残した。
また、この年にトリで出演したフジロック・フェスティバルでは圧巻のパフォーマンスを披露し、各誌から「レッドマーキー史上最高の盛り上がりをみせた」などのコメントとともにベスト・アクトと絶賛された(メンバーもキャリアの中でも屈指のライブだったと語っており、さらにステージ袖では、出番を終えたJetの面々が我を忘れて踊りまくっていたという)。
2005年には親交のあるアジアン・カンフー・ジェネレーションの主催するNANO-MUGEN FES.に出演。

### 『トワイライト・オブ・ジ・イノセンツ』期
『メルトダウン』がリリースされた2004年前後は、ちょうどリバティーンズからフランツ・フェルディナンドに至るポスト・パンク系バンドが台頭し、以来、堰を切ったように次々とインディ・ギターバンドが頭角を現す空前の若手バンド・ブームが到来した時期だったせいもあって、英国メディアからは“アッシュは時代遅れのロック”などといった論評が散見されるようになった。
さらに2006年に、前年からソロ活動を始めていた シャーロットが突如脱退し、再び結成時の3ピースに戻るという事態に直面する(実際は、ソロ活動とアッシュの活動を並行させることの折り合いがつかなくなった彼女への、他のメンバーからの脱退勧告であった。現在のところ、声明では脱退後も彼女とメンバーとの関係は良好であると説明されている)。
加えてレーベルとの契約問題やティムの婚約解消などといったネガティブな出来事が降りかかり、バンドは混乱状態に陥る。そんな辛い経験を経て、「大人になり、理想やロマンチックな気持ちだけでは物事を見られなくなった」という想いを込めたニュー・アルバムの製作が進められた。
そして2007年6月、3人体制へ戻ってから最初の作品となる5作目『トワイライト・オブ・ジ・イノセンツ』を発表。メンバーが最高傑作と口をそろえる先行シングルの「ユー・キャント・ハヴ・イット・オール」(全英16位)を筆頭に、キャッチーさを追求したポップなロックナンバーが揃った。しかし一方では彼らの「深化」を象徴するように、サイケデリックな要素を持ち込み、ストリングスを大きく導入した壮大な展開をみせるなど、これまでにない実験性も覗かせている。このアルバムは、snoozer誌編集長の田中宗一郎からは「キャリア15年目の最高傑作」と絶賛され、ファンからも好意的なレビューで迎えられたが、英プレスからの評価はそれに比べるとやや辛辣で、商業的には全英32位と前作までに比べるといまひとつに留まった。
なお、このアルバム発売前に、これからはダウンロードによる作品発表を行っていくため、今作がCDという形ではラストアルバムになることが公表された。以降は、第一線での音楽活動から少し距離を置く、独自路線のバンド運営をしていくようである。
このアルバムの発表に伴って同年のフジ・ロック・フェスティバルへ出演。トリ前のホワイトステージにもかかわらず同ステージは満員札止めの入場規制となり、これまでのホワイトステージでの最多動員記録（約1万2千人）を作った。
翌2008年には、札幌から福岡までを巡る長期の単独日本縦断ツアーを敢行した。
さらに間髪入れず、7月にはアジアン・カンフー・ジェネレーション主催のNANO-MUGEN FES.に出演。

### 『エー・ゼット』期
2009年10月から2週に1曲、7インチCDと配信によって1年をかけ26曲を発表するという『エー・ゼット・シリーズ』というプロジェクトを開始する。
2010年4月、エー・ゼット・シリーズの前半13曲を軸に構成されたアルバム『エー・ゼット・ボリューム1』を発表。
日本盤発売日の前日にはブロック・パーティーのギタリスト、ラッセル・リサックがセカンド・ギタリストとして同行し、一夜限りのライブを行う。
7月、3年ぶりとなるフジ・ロック・フェスティバル、 グリーンステージに出演する。
10月には、シリーズの後半13曲を中心に構成された『エー・ゼット・ボリューム2』を発表。
このアルバムを引っさげ、翌月から東京・大阪・名古屋を巡る、日本ツアーを行う。

## 交友関係
- ASIAN KUNG-FU GENERATION - 共に参加した2004年のフジロック・フェスティバルにおいて、雑誌「snoozer」での対談きっかけに親交を深めた。招待されて出演した「NANO-MUGEN FES.」では、ライブ共演を果たす。
- U2 - 同じアイルランド出身のバンドということもあって、交流がある。共にツアーを回ったり、ボノの別荘に遊びに行ったこともあるという。
- コールドプレイ - 同世代の彼らは、デビューする前からアッシュのライブに何度か足を運んでいたらしく、現在もファンだと公言している。特に、ティムとクリス・マーティンとは、仲が良い。
- スノウ・パトロール - お互い、アルバム制作の期間中も、デモ曲を聴かせ合う仲である。
- リリー・アレン - 英国のフェスで、会場へ向かう車が故障して立ち往生していたブレイク前の彼女を、自分達の車に乗せてあげて以来の付き合いがある。
- ウィーザー - ツアーに随行した経験があり、リヴァース・クオモとも、よく楽屋で飲んでいたらしい。また、彼らの「オンリー・イン・ドリームズ」をカバーしている。曲調もよく比較される。
- フー・ファイターズ - 『メルトダウン』制作時に、彼らの助力を得た経緯があり、プロデューサーも同じ人物を起用した。
- ジャッキー・チェン - 代表曲のひとつ「カンフー」は、憧れのヒーローであるジャッキーを歌ったものであるが、その後、ジャッキーのファンクラブの名誉会員に認定された。

## その他
- ティム、リック、マークの3人は自他共に認める筋金入りのハードロック好きであり、さらにパンクやハードコアまでラウドなロック全般に対する造詣が深い。その嗜好のほどは並ではなく、元メンバーのシャーロットが全く話についていけないことも多々あったようで、彼女の脱退の理由は、メンバーのメタル好きに嫌気が差したためでは？というジョークも飛び交った。
- イギリスのロックバンドの多くが、アメリカにおける90年代以降のポップ・パンクを好んでいない中、アッシュはそれに好意的である。ティムいわく、「グリーン・デイなんかはすごく好きだよ。とてもエキサイティングな歌を数多く作っているからね」と賛辞を惜しまないが、「でもSum 41までくると無理だな。彼らのやっている音楽はいくらなんでもガキすぎるよ」と述べた。

## ディスコグラフィ

### スタジオ・アルバム
- トレイラー（1994年）
- 1977（1996年）
- ニュー・クリアー・サウンズ（1998年）
- フリー・オール・エンジェルズ（2001年）
- メルトダウン（2004年）
- トワイライト・オブ・ジ・イノセンツ（2007年）
- カブラモ!（2015年）
- アイランズ (2018年)